# 2020년 미국 대통령 선거 공화당 후보 경선
제42차 미국 공화당 전당대회 대의원 선출 경선 및 2020년 미국 대통령 선거 공화당 후보 경선은 2020년 미국 대통령 선거 정·부통령 후보를 선출하기 위해 열릴 공화당 대통령 후보 경선이다. 2020년 3월 17일 필요 과반 대의원단을 넘는 1,424명의 선거인단을 확보하면서 도널드 트럼프가 대통령 후보로 선출되었다.

## 특징
관례상 현직 대통령이 속한 당은 형식적으로만 경선을 실시하고 사실상 현직 대통령을 만장일치로 추대하기 때문에, 공화당의 2020년 경선 역시 특별한 사건이 없는 한은 도널드 트럼프 대통령의 승리로 끝날 것으로 예상되었다.
다만 현직 대통령이 당의 후보 경선에 출마하는 경우 다른 당내 출마자가 없는 보통의 경우와 달리, 이번에는 빌 웰드 전 매사추세츠 주지자, 조 월시 전 일리노이 연방 하원의원 등이 출사표를 던져 관심을 받기도 하였다.

## 후보
현직 대통령이 당원인 경우 다른 정치인들은 대선 후보 경선에 출마하지 않는 것이 관례이나, 2020년 공화당 경선에는 이례적이게도 일부 정치인들이 출마를 선언하였다. 그러나 모두 대선 주자 급으로는 분류되지 않는 약소 후보들이라 큰 변수가 되진 못할 것으로 분석되었다.

### 대선 출마자
| 성명          | 생년 | 경력                                                                                          | 비고                  |
| ------------- | ---- | --------------------------------------------------------------------------------------------- | --------------------- |
| 빌 웰드       | 1945 | 매사추세츠 주지사 (1991-1997)                                                                 | 2020년 3월 18일 사퇴  |
| 도널드 트럼프 | 1946 | 대통령 (2017-현재)                                                                            |                       |
| 마크 샌포드   | 1960 | 사우스캐롤라이나의 연방 하원의원 (1995-2001; 2013-2019) 사우스캐롤라이나의 주지사 (2003-2011) | 2019년 11월 15일 사퇴 |
| 조 월시       | 1961 | 일리노이의 연방 하원의원 (2011-2013)                                                          | 2020년 2월 7일 사퇴   |

### 대선 후보군
테네시의 밥 코커 전 연방 상원의원, 애리조나의 제프 플레이크 전 연방 상원의원, 메릴랜드의 래리 호건 주지사, 오하이오의 존 케이식 전 주지사 등도 출마가 거론되었으나 모두 불출마하였다.

## 경선

### 하와이
공화당 하와이주당은 2019년 12월 11일 하와이 지역에 배정된 대의원 19석은 경선 없이 모두 도널드 트럼프 후보가 차지하도록 한다고 발표하였다. 공화당 하와이주당은 원래 2020년 3월 10일 경선을 치를 예정이었으나, 하와이 경선 후보 등록 시한인 2019년 12월 2일까지 트럼프 후보 제외 입후보한 후보가 없었다고 설명하였다.

### 캔자스
2019년 9월 7일, 공화당 캔자스주당은 캔자스에서는 공화당의 대통령 후보 선출을 위한 전당대회 대의원 경선이 실시되지 않을 것이라고 발표하고, 선거로 당선된 현직 대통령이 당 소속으로 재선 출마를 하는 경우에는 경선을 실시하지 않는 것이 1912년 대선을 제외하고 공화당 캔자스주당이 항상 지켜온 전통이라고 설명하였다.
공화당 캔자스주당은 2020년 1월 31일부터 2월 1일까지 주당대회를 개최하였으며, 그 중 2월 1일 캔자스의 대의원 39석을 모두 도널드 트럼프 후보가 차지하도록 하기로 의결하였다.

### 아이오와
2020년 2월 3일 실시된 아이오와 경선 결과 트럼프 후보가 웰드 후보와 월시 후보를 누르고 압도적 1위를 차지하였다. 후보별 득표율을 그대로 아이오와 지역에 배정된 공화당 전당대회 대의원 정수 40에 곱하는 방식으로 대의원을 분배한 결과 트럼프 후보가 39석, 웰드 후보가 1석의 대의원을 확보하게 되었다.
| 후보   | 득표   | %     | 대의원 |
| ------ | ------ | ----- | ------ |
| 트럼프 | 31,464 | 97.1  | 39     |
| 웰드   | 426    | 1.3   | 1      |
| 월시   | 348    | 1.1   | 0      |
| 기타   | 151    | 0.5   | 0      |
| 합계   | 32,389 | 100.0 | 40     |

### 뉴햄프셔
2020년 2월 11일 실시된 뉴햄프셔 경선 결과 트럼프 후보가 웰드 후보를 누르고 압도적 1위를 차지하였다. 무조건 득표율에 따라 대의원을 얻는 아이오와 경선과 달리 뉴햄프셔 경선에서는 10% 이상의 득표율을 기록한 후보에 한해서만 득표율에 따라 대의원을 얻을 수 있었는데, 트럼프 후보만이 10% 이상 득표에 성공함에 따라 뉴햄프셔 지역의 대의원 22명은 전부 트럼프 후보가 차지하게 되었다.

### 네바다
2019년 9월 7일, 공화당 네바다주당은 네바다에서는 공화당의 대통령 후보 선출을 위한 전당대회 대의원 경선이 실시되지 않을 것이라고 발표하였다.
공화당 네바다주당은 2020년 2월 22일 네바다 지역에 배정된 전당대회 대의원 25석은 모두 트럼프 대통령이 차지하도록 하기로 의결하였다.

### 대의원 획득 현황
| 날짜  | 지역            | 트럼프 | 기타 | 계  |
| ----- | --------------- | ------ | ---- | --- |
| 12/11 | 하와이          | 19     | 0    | 19  |
| 2/1   | 캔자스          | 39     | 0    | 39  |
| 2/3   | 아이오와        | 39     | 1    | 40  |
| 2/11  | 뉴햄프셔        | 22     | 0    | 22  |
| 2/22  | 네바다          | 25     | 0    | 25  |
| 3/3   | 앨라배마        | 50     | 0    | 50  |
| 3/3   | 아칸소          | 40     | 0    | 40  |
| 3/3   | 캘리포니아      | 172    | 0    | 172 |
| 3/3   | 콜로라도        | 37     | 0    | 37  |
| 3/3   | 메인            | 22     | 0    | 22  |
| 3/3   | 매사추세츠      | 41     | 0    | 41  |
| 3/3   | 미네소타        | 39     | 0    | 39  |
| 3/3   | 노스캐롤라이나  | 71     | 0    | 71  |
| 3/3   | 오클라호마      | 43     | 0    | 43  |
| 3/3   | 테네시          | 58     | 0    | 58  |
| 3/3   | 텍사스          | 155    | 0    | 155 |
| 3/3   | 유타            | 40     | 0    | 40  |
| 3/3   | 버몬트          | 17     | 0    | 17  |
| 3/10  | 아이다호        | 32     | 0    | 32  |
| 3/10  | 미시간          | 73     | 0    | 73  |
| 3/10  | 미시시피        | 40     | 0    | 40  |
| 3/10  | 미주리          | 54     | 0    | 54  |
| 3/10  | 워싱턴          | 43     | 0    | 43  |
| 3/14  | 괌              | 9      | 0    | 9   |
| 3/17  | 플로리다        | 122    | 0    | 122 |
| 3/17  | 일리노이        | 67     | 0    | 67  |
| 3/17  | 북마리아나      | 9      | 0    | 9   |
| 3/18  | 아메리칸 사모아 | 9      | 0    | 9   |
| 4/4   | 루이지애나      |        |      |     |
| 4/7   | 위스콘신        |        |      |     |
| 4/28  | 코네티컷        |        |      |     |
| 4/28  | 델라웨어        |        |      |     |
| 4/28  | 메릴랜드        |        |      |     |
| 4/28  | 뉴욕            |        |      |     |
| 4/28  | 펜실베이니아    |        |      |     |
| 4/28  | 로드아일랜드    |        |      |     |
| 5/5   | 인디애나        |        |      |     |
| 5/12  | 네브래스카      |        |      |     |
| 5/12  | 웨스트버지니아  |        |      |     |
| 5/19  | 켄터키          |        |      |     |
| 5/19  | 오리건          |        |      |     |
| 6/2   | 워싱턴 D.C.     |        |      |     |
| 6/2   | 몬태나          |        |      |     |
| 6/2   | 뉴저지          |        |      |     |
| 6/2   | 뉴멕시코        |        |      |     |
| 6/2   | 사우스다코타    |        |      |     |
| 6/7   | 푸에르토리코    |        |      |     |
| 누적  | 누적            | 97     | 0    | 98  |

## 경선 취소 지역
재선에 도전하는 현직 대통령이 자당 소속일 경우 일부 주들은 경선을 실시하지 않곤 하는 것이 미국의 오랜 관례이다. 이는 보통 현직 대통령이 재선에 도전하는 경우 다른 당내 정치인들은 출마하지 않는 게 보통이라 어차피 후보가 현직 대통령 1명인 경우가 많아 경선을 실시하는 게 별 의미가 없기 때문이다. 이같은 관례에 따라 2020년 공화당 경선에서도 알래스카, 애리조나, 하와이, 캔자스, 네바다, 사우스캐롤라이나, 버지니아 등에서는 경선이 실시되지 않게 되었다. 경선이 취소된 지역의 대의원들은 대부분 당 지도부의 임명 등의 방법으로 대부분 트럼프 대통령에게 갈 전망이다.
2019년 6월 22일, 공화당 버지니아주당은 버지니아에서 프라이머리를 실시하지 않기로 의결하였다.
2019년 9월 7일, 캔자스주당, 네바다주당, 사우스캐롤라이나주당은 각각 해당 주에서 대의원 선출 경선을 실시하지 않기로 의결하였다.
2019년 9월 9일, 애리조나주당이 경선을 취소하였다.
2019년 9월 21일, 알래스카주당이 경선을 취소하기로 하였다.
2019년 12월 11일, 하와이주당이 경선을 취소하고 하와이 지역 대의원 19석은 모두 트럼프 대통령이 차지하도록 한다고 의결하였다.
2020년 2월 22일, 네바다주당은 네바다 지역 대의원 25석을 모두 트럼프 대통령이 차지하도록 한다고 의결하였다.

## 전당대회
제42차 미국 공화당 대통령 후보 선출 전당대회는 노스캐롤라이나 주 샬럿 시에서 2020년 8월 24일부터 27일까지 나흘 간 치러질 예정이다.

## 같이 보기
- 2020년 미국 대통령 선거 민주당 후보 경선